# Psychotria sordida
Psychotria sordida är en måreväxtart som beskrevs av George Henry Kendrick Thwaites. Psychotria sordida ingår i släktet Psychotria och familjen måreväxter. Inga underarter finns listade i Catalogue of Life.